# Parafia Wniebowzięcia Najświętszej Maryi Panny w Pilszczu
Parafia pw. Wniebowzięcia Najświętszej Maryi Panny w Pilszczu – parafia rzymskokatolicka znajdująca się w Pilszczu. Należy do dekanatu Branice diecezji opolskiej. 
Proboszczem parafii jest od 2010 ks. Adam Franciszek Welthe.

## Historia
Parafia należała pierwotnie do diecezji ołomunieckiej. Po wojnach śląskich znalazła się w granicach Prus i na terenie tzw. dystryktu kietrzańskiego. W 1863 obejmowała również Uciechowice, Dzierżkowice i Wiechowice i liczyła 2549 katolików i 8 niekatolików, niemiecko- i morawskojęzycznych (zobacz Morawcy), ponadto 13 żydów. Od końca II wojny światowej w granicach Polski. W 1972 powstała diecezja opolska, co zakończyło okres formalnej przynależności do archidiecezji ołomunieckiej.